# Verner Weckman
Verner Weckman est un lutteur finlandais né le 26 juillet 1882 à Loviisa et mort le 22 février 1968 à Helsinki, spécialisé en lutte gréco-romaine.

## Palmarès

### Jeux olympiques
- Médaille d'or dans la catégorie des moins de 93 kg en 1908 à Londres

### Jeux olympiques intercalés
- Médaille d'or dans la catégorie des moins de 85 kg en 1906 à Athènes
- Médaille d'argent toutes catégories confondues en 1906 à Athènes